# Vojkovce
Vojkovce (allemand : Woikensdorf) est un village de Slovaquie situé dans la région de Košice.

## Histoire
Première mention écrite du village en 1300.

## Démographie

### Évolution de la population
| Année:               | 1994. | 2004.   | 2014.   | 2024.   |
| -------------------- | ----- | ------- | ------- | ------- |
| Nombre de personnes: | 446   | 445     | 425     | 407     |
| Différence:          |       | -0,22 % | -4,49 % | -4,23 % |

| Année:               | 2023. | 2024. |
| -------------------- | ----- | ----- |
| Nombre de personnes: | 407   | 407   |
| Différence:          |       | +0 %  |